# László Miklós
László Miklós est un homme politique et  universitaire slovaque, chercheur à l'Académie des sciences de Slovaquie (Institut de biologie expérimentale et d'écologie), puis professeur à l'Université technique de Zvolen (Vysoká škola lesnícka a drevárska, puis Technická univerzita vo Zvolene (sk)), né le 24 janvier 1949 à Tornaľa (alors Šafárikovo).
De 1998 à 2006, il exerce les fonctions de ministre de l'Environnement (en slovaque : minister životného prostredia) dans les deux gouvernements de Mikuláš Dzurinda.